# Günselsdorf
Günselsdorf est une commune autrichienne du district de Baden en Basse-Autriche.